# Battleground 2013
Battleground was een pay-per-viewevenement in het professioneel worstelen dat georganiseerd werd door de WWE. Dit evenement was de eerste editie van Battleground en vond plaats in het First Niagara Center in Buffalo (New York) op 6 oktober 2013.

## Wedstrijden
| Nr.                                                                          | Match | Winnaar(s)            |
| ---------------------------------------------------------------------------- | --- | --------------------- |
| PS                                                                           | Dolph Ziggler vs. Damien Sandow in een een-op-eenmatch                                                                                            | Dolph Ziggler         |
| 2                                                                            | Alberto Del Rio (c) vs. Rob Van Dam (met Ricardo Rodríguez) in een battleground hardcore rules match voor het World Heavyweight Championship      | Alberto Del Rio (c)   |
| 2                                                                            | Santino Marella & The Great Khali (met Hornswoggle) vs. The Real Americans (Jack Swagger & Antonio Cesaro) (met Zeb Colter) in een tag team match | The Real Americans    |
| 3                                                                            | Curtis Axel (c) (met Paul Heyman) vs. R-Truth in een een-op-eenmatch voor het WWE Intercontinental Championship                                   | Curtis Axel (c)       |
| 4                                                                            | AJ Lee (c) (met Tamina Snuka) vs. Brie Bella (met Nikki Bella) in een een-op-eenmatch voor het WWE Divas Championship                             | AJ Lee (c)            |
| 5                                                                            | Cody Rhodes & Goldust (met Dusty Rhodes) vs. The Shield (Roman Reigns & Seth Rollins) in een tag team match                                       | Cody Rhodes & Goldust |
| 6                                                                            | Kofi Kingston vs. Bray Wyatt in een een-op-eenmatch                                                                                               | Bray Wyatt            |
| 7                                                                            | CM Punk vs. Ryback (met Paul Heyman) in een een-op-eenmatch                                                                                       | CM Punk               |
| 8                                                                            | Daniel Bryan vs. Randy Orton in een een-op-eenmatch voor het vacante WWE Championship                                                             | Gelijkspel            |
| (c) huidige kampioen voor en na de match \| (nc) nieuwe kampioen na de match | |                       |